# Анатолийские тигры
«Анатолийские тигры» (тур. Anadolu Kaplanları) — международный термин, используемый в контексте турецкой экономики для описания и объяснения феномена экономического роста в ряде городов Турции. «Тигры» демонстрируют впечатляющие показатели роста с 1980-х годов; в них также появляется новый тип предпринимателей, занимающих видное положение в городе.

## Подъем анатолийских тигров

### Предварительные замечания
В 2015 году ожидалось, что к 2030 году численность городского населения развивающихся стран всего мира достигнет 4 млрд человек — таким образом, оно вдвое превысит тот же показатель для начала XXI века. Руководство Всемирного банка считало, что Турция «эффективно использовала» процесс урбанизации, проведя в стране ряд экономических и пространственных преобразовании, в результате которых она за три десятилетия превратилась в «динамично развивающуюся, промышленную конкурентоспособную экономику». В своём обзоре «Процесс урбанизации в Турции: подъем анатолийских тигров» Всемирный банк отмечал ряд характерных черт турецкого процесса урбанизации, которые, по его мнению, могли служить «полезным уроком» для других государств, желавших повторить успех Турции. В целом же, управление «стремительным процессом урбанизации» являлось одной из первостепенных задач государственной политики во многих, если не во всех, развивающихся странах.
Сам по себе процесс урбанизации мог иметь как позитивные, так и негативные последствия: в лучшем случае, он создавал потенциал для повышения производительности труда и существенного повышения уровня благосостояния населения новых городских агломераций; в худшем же случае — в тех странах, правительство которых не справлялось с задачами по управлению урбанизацией — имело место грозят «разрастание городских трущоб, перенаселенность» и целый ряд других негативных последствий.
Старший директор Всемирного банка по вопросам социального, городского и сельского развития и устойчивости Эде Хорхе Ихас Васкес говорил в 2015 году, что «как показано в этом докладе, управление стремительным процессом урбанизации на сегодняшний день, возможно, является наиболее важным вопросом государственной политики для развивающихся экономик с формирующимся рынком. Опыт Турции показывает, как наилучшим образом можно использовать процесс урбанизации для извлечения экономических выгод. Одновременно он указывает на неизменные проблемы городского управления, которые требуют создания более качественной институциональной среды для развития эффективной городской политики.»

## Турецкие тигры
На сегодняшний день Турция является одним из наиболее удачных примеров стран, сумевших использовать возможности урбанизации. С 1960 по 2013 годы вклад промышленности в внутренний валовый продукт (ВВП) страны увеличился с 17 % до 27 %, а турецкий сектор услуг вырос с 26 % до неполных 64 %; подушевой показатель, рассчитанный без учёта инфляции, повысился с 1567 долларов США (по данным на в 1980 год) до 10 666 долларов США (в 2012 году).
В обзоре «Процесс урбанизации в Турции: подъем анатолийских тигров» были выделены наиболее характерные черты процесса урбанизации по-турецки: в частности, законодательные акты, принятые в середине 1980-х годов и ставшие основой для деятельности местных муниципалитетов, позволили упростить процедуры планирования и управления городским хозяйством — они также помогли преодолеть административные барьеры.
Всемирный банк отмечал, что инвестиции в «соединительную инфраструктуру» способствовали развитию хозяйственной деятельности даже в самых отдаленных областях страны. Доступное жилье также являлось одним из ключевых факторов, определивших успех Турции: жилищное строительство с привлечением частного сектора экономики — а также амнистия мигрантам, жившим в «несанкционированных поселениях» — позволило увеличить жилищный фонд в стране и предоставить его малообеспеченным домохозяйствам. Эти меры стимулировали подъем «анатолийских тигров», которые ранее являлись второстепенными в экономике Турции, но на долю которых сегодня приходится больше городского населения и открытия новых компаний, чем на долю трёх мегаполисов — Стамбула, Анкары и Измира.

### Состав и характеристика
В тех случаях, когда речь идет о конкретных городах, термин «Анатолийские тигры» чаще всего используется в отношении городов Денизли, Газиантеп, Кайсери, Бурса, Конья, Коджаэли и Кахраманмараш. Иногда, среди городов, которые «сделали это сами» (их экономический рост не был связан с субсидиями и трансферами из федерального бюджета), упоминаются Чорум, Денизли, Газиантеп и Кахраманмараш.
Помимо общих экономических характеристик, международных СМИ вкладывают в термин и «политические коннотации»: речь идёт о связи нового турецкого капитала с традиционными исламскими ценностями («исламский капитал»). В исследовании Европейской инициативы стабильности, проведенном в 2005 году, использовался термин «исламские кальвинисты» — как определение для новых предпринимателей и их ценностей. Несколько деловых наград или конференций в Турции ссылаются на термин «анатолийские тигры» или его варианты.

## Перспективы
Программа мероприятий «второго поколения» в области городского развития в Турции, могла бы «совершенствовать практику планирования» городского пространства — с целью избежать неэффективного разрастания территорий городов. Особое место будет занимать и общественный транспорт.
Общественные консультации при выработке градостроительной политики могут стать инструментом для формирования «социальной сплочённости» жителей.